# Кобиха
Коби́ха (исп. Cobija, кечуа Kuwiha) — город в Боливии, административный центр департамента Пандо.

## География
Расположен на границе с Бразилией и Перу, в 600 км к северу от Ла-Паса. Кобиха находится на берегах реки Акри, напротив бразильского города Бразилея, на высоте 280 м над уровнем моря. Климат — тропический и дождливый.

## Население
Население города по данным на 2012 год составляет 55 692 человека; по данным переписи 2001 года оно насчитывало всего 20 820 человек.

## История и экономика
Кобиха был основан в 1906 году полковником Энрике Корнехо, изначально под названием Баийя. Своё современное название город получил в 1908 году в память о бывшем боливийском порте Кобиха на тихоокеанском побережье, утерянном страной в ходе Второй тихоокеанской войны. В начале 1900-х город был важным центром производства натурального каучука. Когда промышленность рухнула, главный источник доходов был утерян, население города значительно уменьшилось. Сегодня основой экономики района является бразильский орех.